# Sułtanaty dekańskie

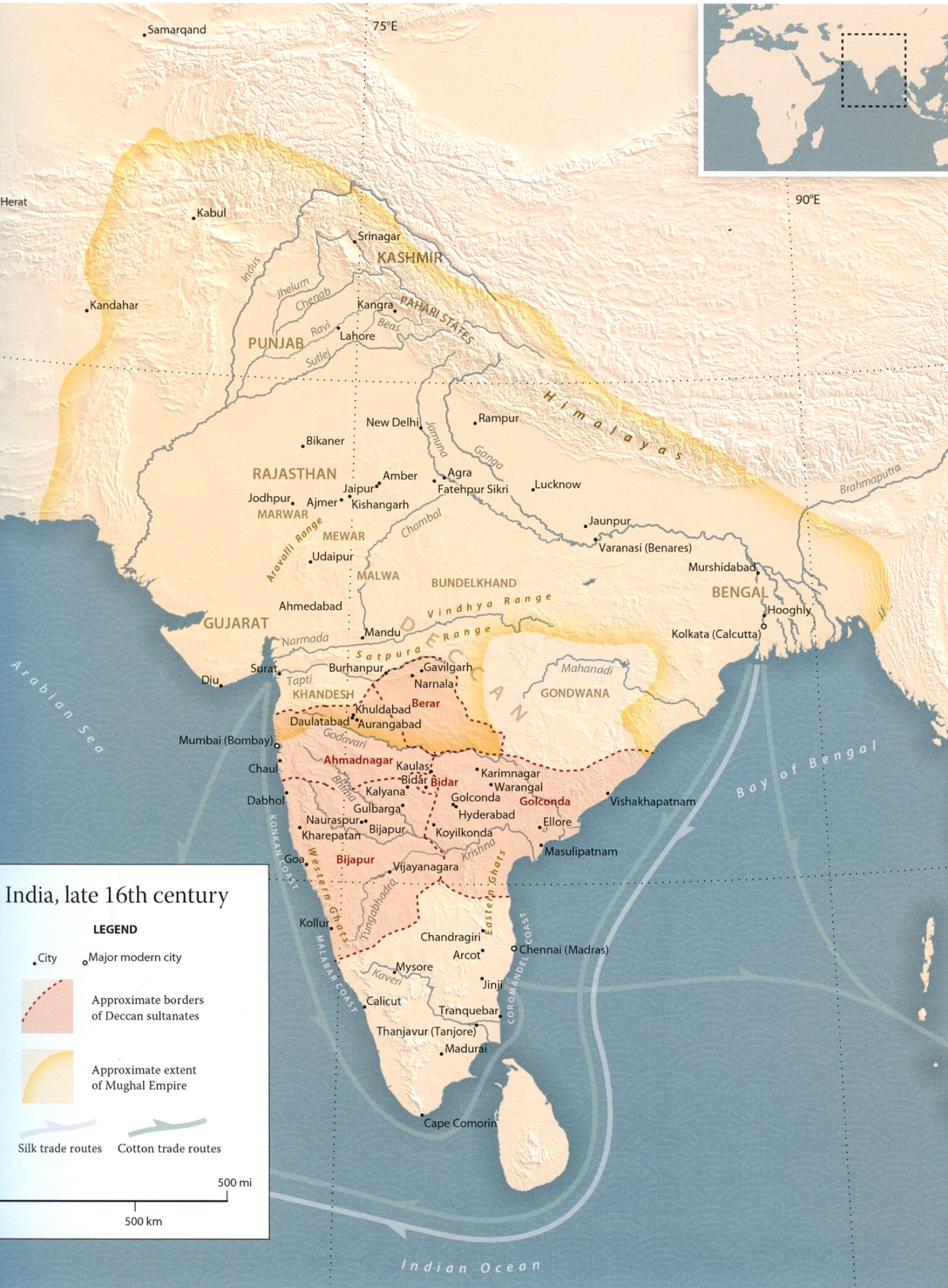
Sułtanaty dekańskie pod koniec XVI wieku

Sułtanaty dekańskie – muzułmańskie państwa na płaskowyżu Dekan w południowych Indiach istniejące od przełomu XV i XVI wieku do końca wieku XVII. W ich skład wchodziły: Ahmadnagar, Berar, Bidar, Bidźapur i Golkonda. Przez stulecie swojego istnienia wywarły wpływ na historię Indii południowych, doprowadzając do unicestwienia ostatniego imperium hinduskiego – królestwa Widźajanagaru.

## Historia

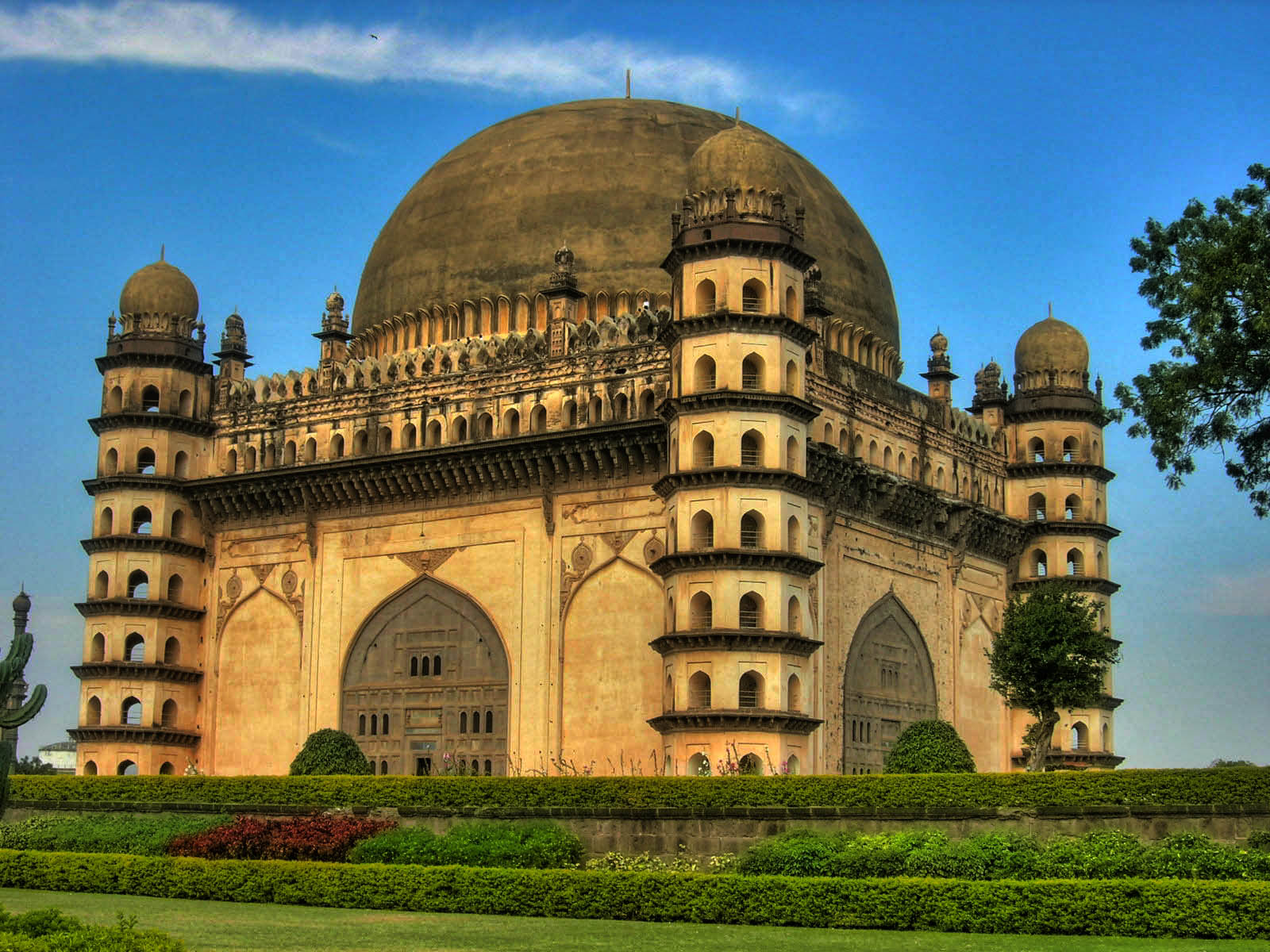
Mauzoleum Gol Gumbaz sułtana Mohammeda Adil Shaha w Bidźapurze

W wyniku kryzysu w sułtanacie Bahmanidów, w drugiej połowie XV w. mocno osłabła władza centralna. Poszczególne części państwa zaczęły się usamodzielniać. Pierwszymi niepodległymi państwami stały się w 1490 Ahmadnagar, Berar i Bidźapur. W 1518 niepodległość uzyskało państwo ze stolicą w Golkondzie, a w 1528 jako ostatni niepodległość uzyskał Bidar (częściowo niezależny już od 1492). Wszystkie one rywalizowały ze sobą o hegemonię w Dekanie, ale potrafiły też ze sobą współpracować. Ich największym wrogiem było imperium Widźajanagaru, położone w południowej części Półwyspu Indyjskiego. W 1565 koalicja muzułmańska pobiła i rozproszyła ostatnią armię południowohinduską cesarza Alija Rama Raji, który poległ w bitwie pod Talikotą. Był to największy triumf sułtanatów, który przyczynił się do ostatecznego upadku Widźajanagaru.
Niebawem jednak doszło do wojen pomiędzy sojusznikami. W 1574 Ahmadnagar podbił Berar, ale już w 1596 musiał się go zrzec na rzecz Wielkich Mogołów. W 1619 podobny los spotkał Bidar, który został siłą wcielony do sułtanatu Bidźapuru. Zwaśnione państwa nie zdołały się oprzeć nowej potędze, która wyrosła na północy. Najpierw szereg kampanii pomiędzy 1616 i 1636, prowadzonych przez Dżahangira i jego następcę Szahdżahana, doprowadził do aneksji Ahmadnagaru przez Wielkich Mogołów. Golkonda i Bidźapur opierały się pół wieku dłużej, ale w walkach przeciwko Aurangzebowi zostały pobite i w latach 1686–87 zostały także włączone do państwa Mogołów. Większość południowych Indii na krótko zostały ponownie scalone w jednym państwie, ale stały się tylko częścią składową nowego, olbrzymiego imperium.